# 費斯峰
46°43′40.9″N 9°17′22.7″E / 46.728028°N 9.289639°E

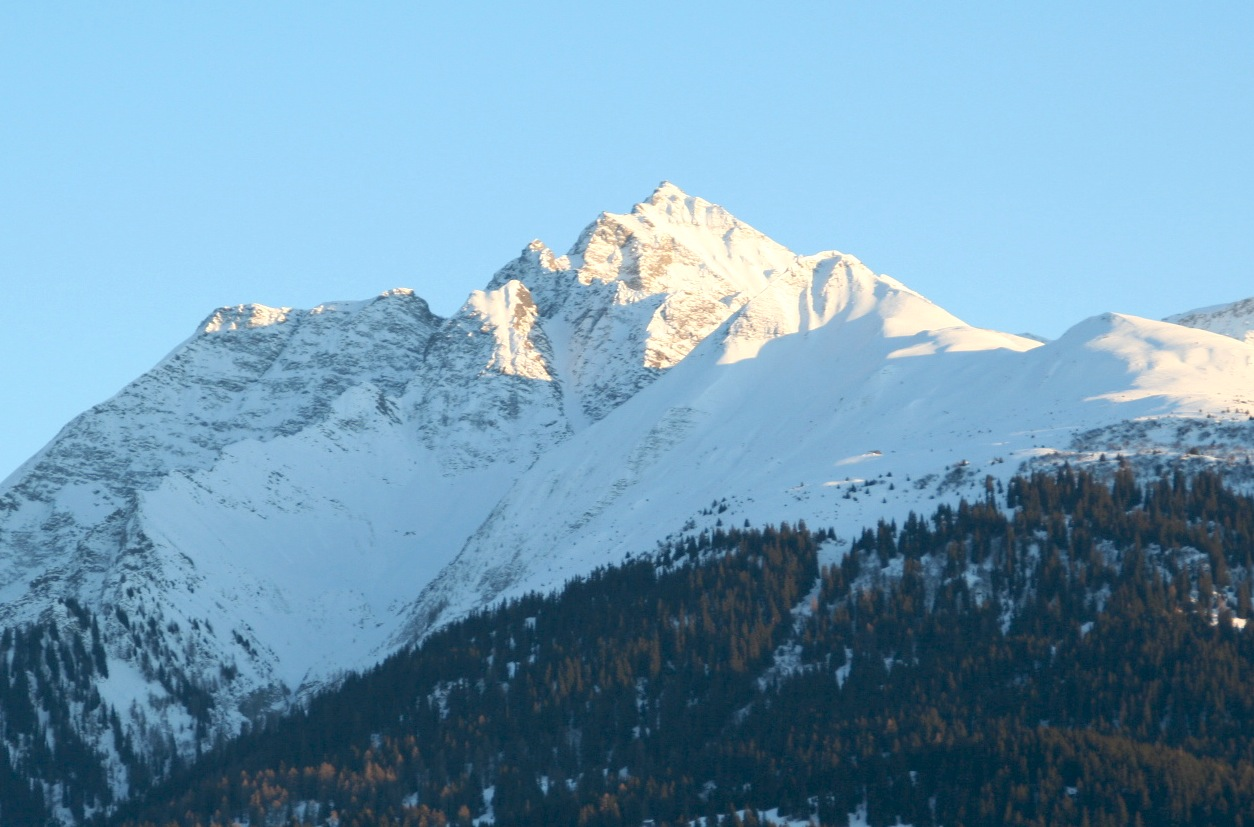

費斯峰（Piz Fess），是瑞士的山峰，位於該國東南部，由格勞賓登州負責管轄，屬於勒蓬廷山的一部分，海拔高度2,880米，每年平均降雨量1,929毫米。